# 朱仁房大屋
29°57′12″N 121°43′04″E / 29.953381°N 121.717775°E
朱仁房大屋，位于中国浙江省宁波市镇海区招宝山街道总浦桥社区鼓楼西路11号，是一处由9幢建筑构成的古民居建筑群。其附近有镇海鼓楼、蛟川书院牌坊等镇海区文保单位。2000年12月，朱仁房大屋被公布为镇海区文物保护单位。

## 历史
朱仁房大屋建于清光绪年间，共有九幢建筑组成，位于今中国浙江省宁波市镇海区招宝山街道总浦桥社区鼓楼西路11号，邻近镇海鼓楼。1994年，朱仁房大屋因含城区居民古建筑中少有的凉棚埠头而被《中国传统民间建筑》刊入。
2000年12月，朱仁房大屋被公布为镇海区文物保护单位。2013年，镇海区政府斥资492万对其进行保护性修缮，至2017年，朱仁房大屋依然有居民居住，而由此造成的如电线老化等安全隐患被社会所关心
，而早在2008年，就有基层人员建议将建筑物腾空使用。

## 结构
朱仁房大屋整体坐北朝南，占地约1810平方米，是前后二进，左右厢房，边楼互为相连的二层5间2弄木结构建筑，由门楼、前进主房、后进主房、前进东西厢房、后进东西厢房、前进东边房、后进东边房、双层后进西边房，后房共九幢建筑组成。 其东侧靠镇海古濠河处拥有凉棚埠头。建筑物多雕刻，有一定历史价值。

## 图片

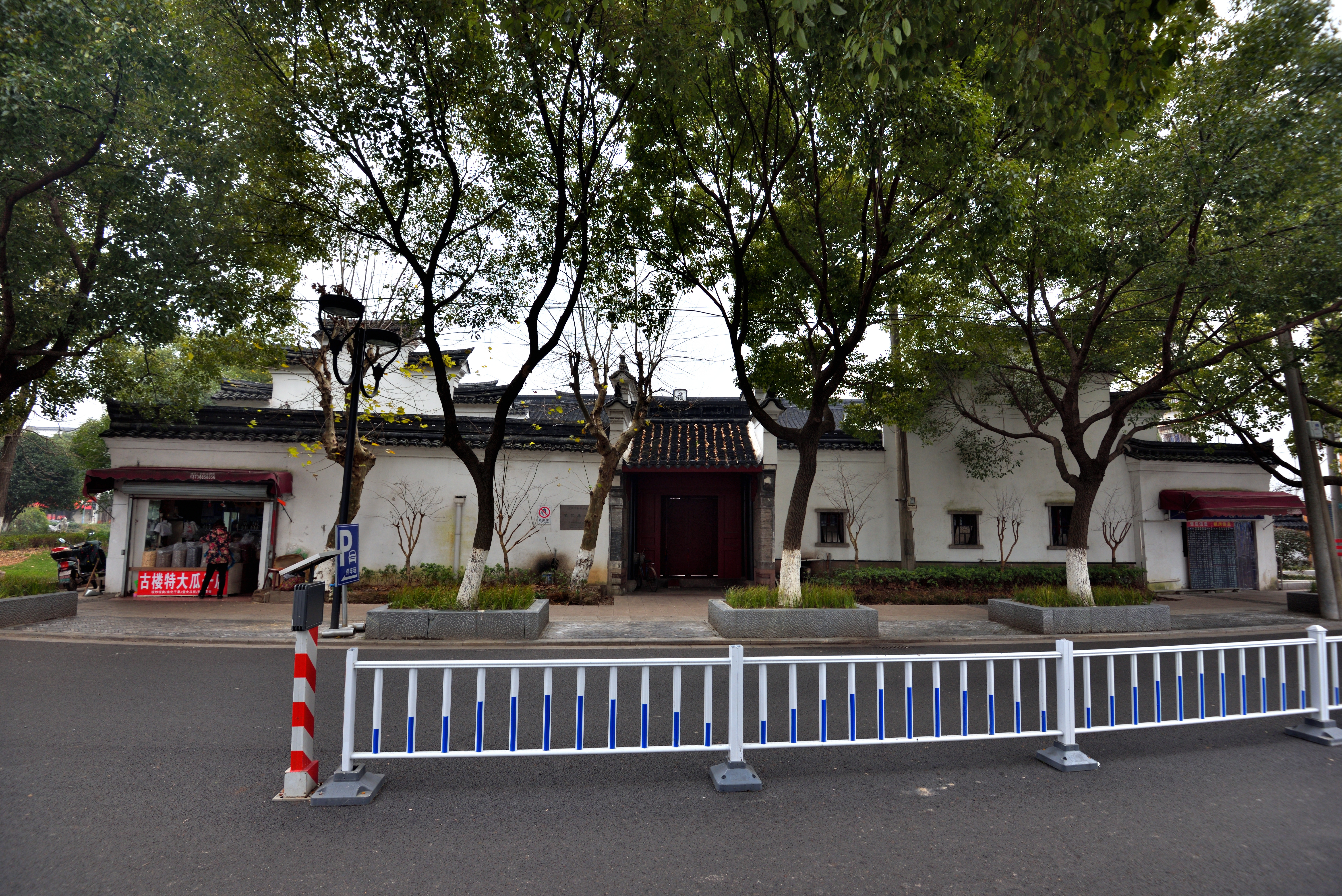
朱仁房大屋入口侧
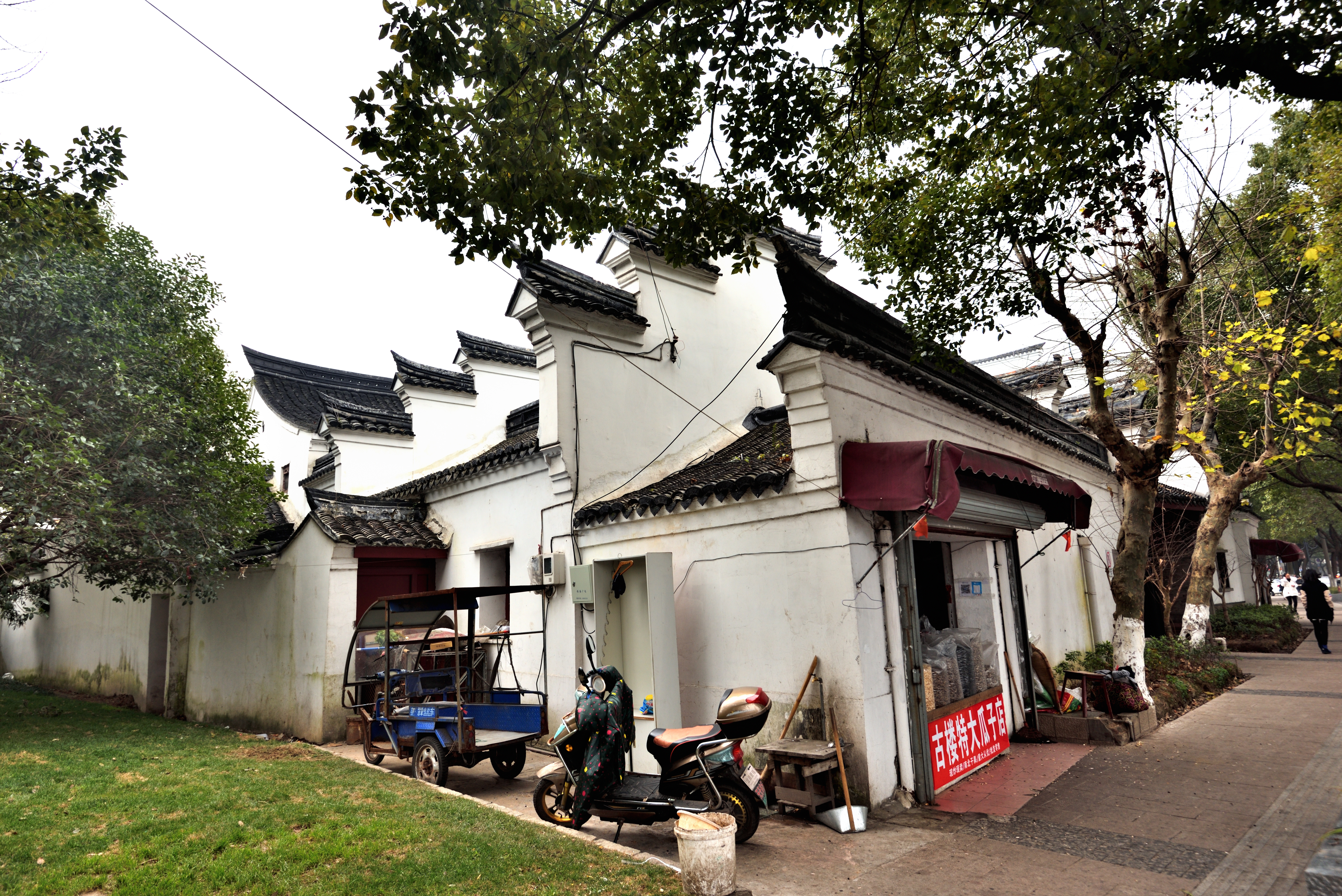
朱仁房大屋东侧沿马路侧，可见店铺
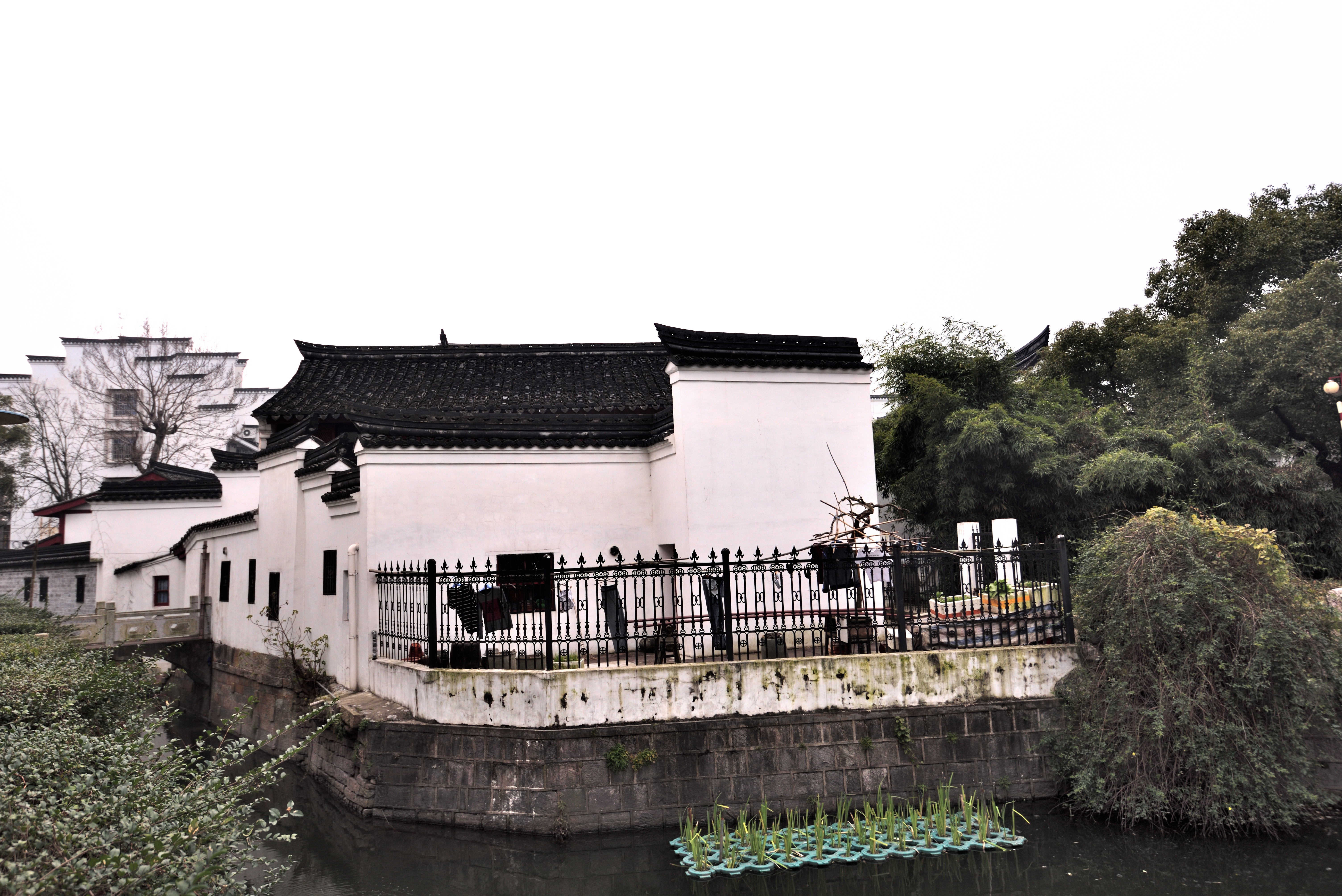
朱仁房大屋沿镇海古濠河侧
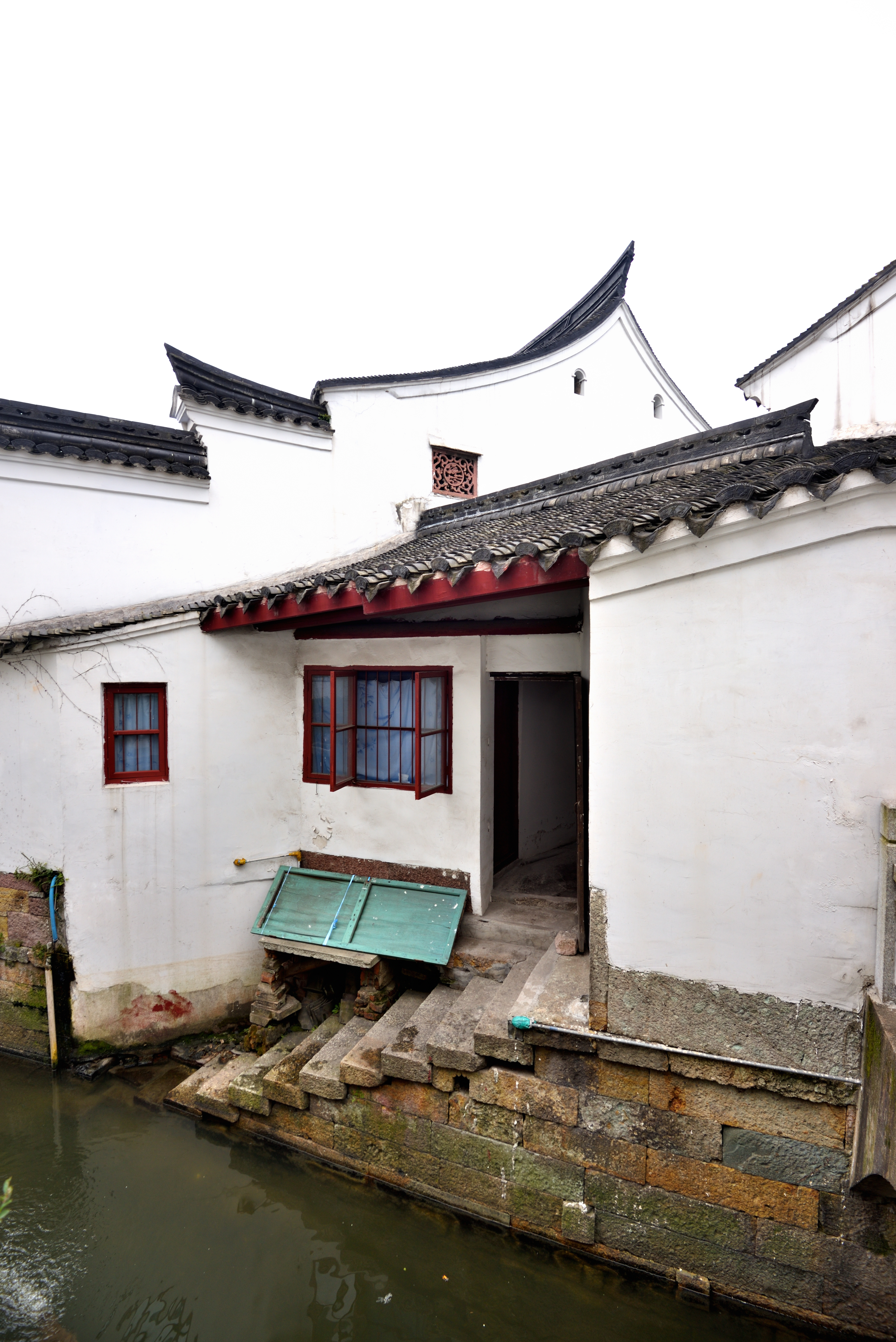
沿河石阶，居民可在此洗刷
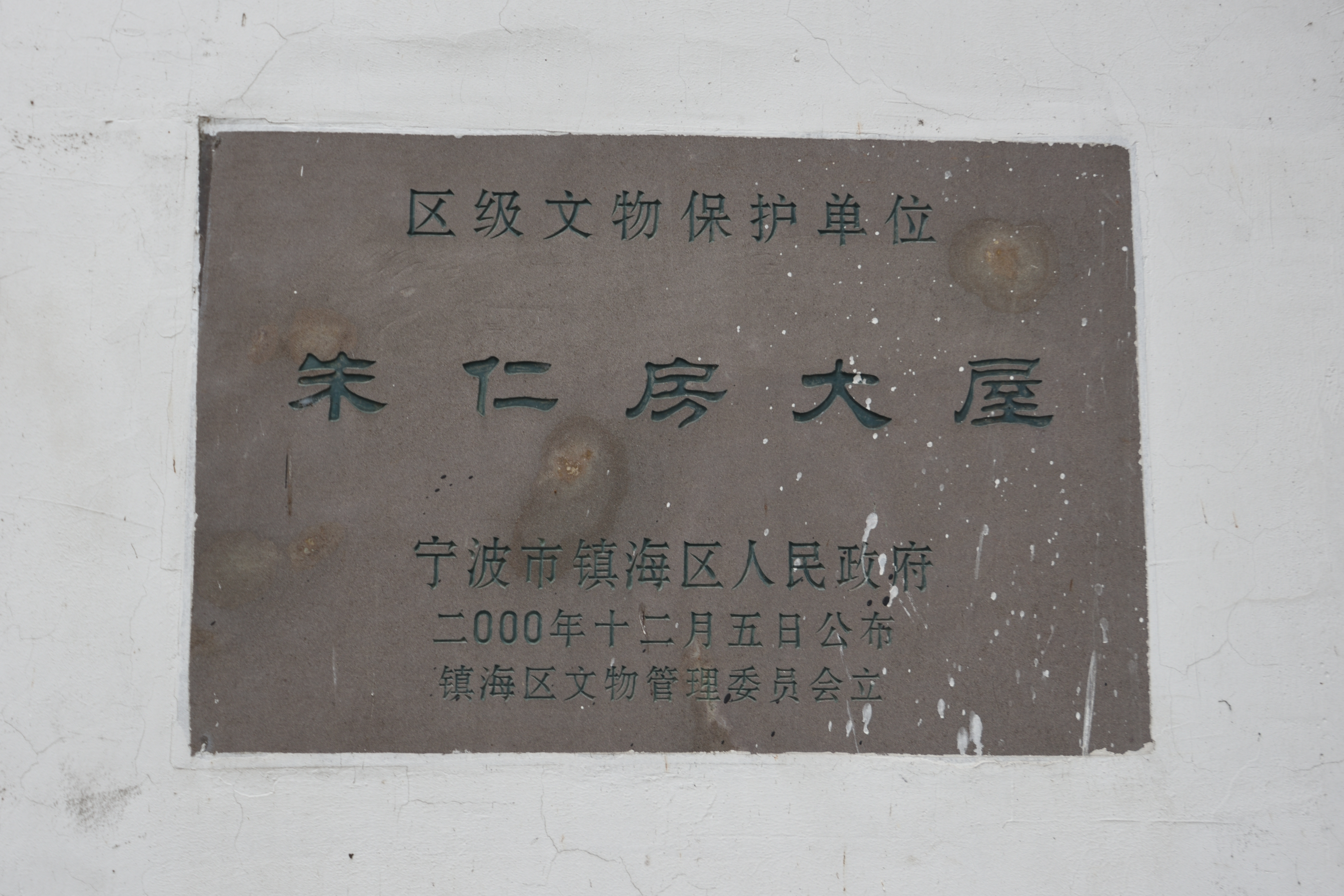
朱仁房大屋县级文保标识